# GOOD Music
GOOD Music (akronim za Getting Out Our Dreams) je američka diskografska kuća koju je 2004. godine osnovao reper i glazbeni producent Kanye West u New York Cityju, New Yorku. Trenutno 12 izvođača ima potpisan ugovor s diskografskom kućom uključujući i Kanyea Westa.

## Izvođači

### Trenutni izvođači
| Izvođač         | Godina potpisivanja ugovora | Albumi s diskografskom kućom |
| --------------- | --------------------------- | ---------------------------- |
| John Legend     | 2004.                       | 4                            |
| Big Sean        | 2007.                       | 1                            |
| Kid Cudi        | 2008.                       | 3                            |
| Mr. Hudson      | 2008.                       | 1                            |
| Cyhi the Prynce | 2010.                       | —                            |
| Mos Def         | 2010.                       | —                            |
| Pusha T         | 2010.                       | 1                            |
| D'Banj          | 2011.                       | —                            |
| Q-Tip           | 2012.                       | —                            |
| Teyana Taylor   | 2012.                       | —                            |
| 2 Chainz        | 2012.                       | —                            |

### Producenti
- Devo Springsteen
- Keezo Kane
- Jeff Bhasker
- No I.D.
- Don Jazzy
- Hit-Boy
- Lifted
- Mannie Fresh